# Karl Sieveking

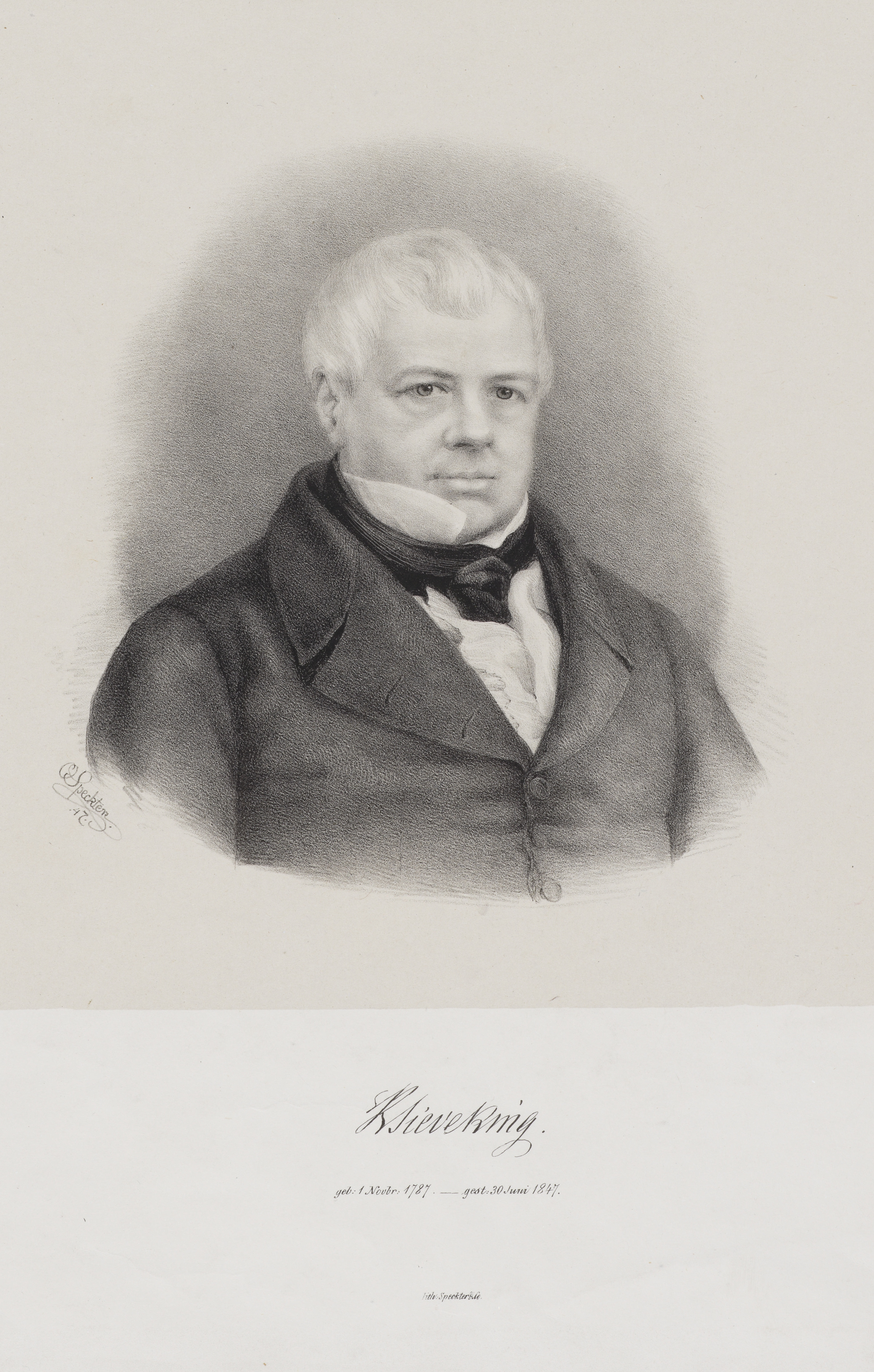
Karl Sieveking, Lithografie von Otto Speckter

Karl Sieveking (* 1. November 1787 in Hamburg; † 30. Juni 1847 ebenda) war ein hamburgischer Senatssyndikus, Diplomat, Politiker, Kunstmäzen und Philanthrop. Obwohl nie Bürgermeister oder Senator, zählt er zu den prägendsten Persönlichkeiten Hamburgs in der ersten Hälfte des 19. Jahrhunderts. Zu den vielfältigen Spuren, die er in seiner Vaterstadt hinterließ, gehören u. a. das Rauhe Haus, der Kunstverein sowie der ehemalige Landsitz Hammer Park.

## Leben
Die Familie Sieveking stammte ursprünglich aus Westfalen und war seit Mitte des 18. Jahrhunderts in Hamburg ansässig. Der Sohn des Kaufmanns Georg Heinrich Sieveking sollte nach dem Willen des Vaters ursprünglich ebenfalls Kaufmann werden. Die Mutter Johanna Margaretha Sieveking, Tochter des Gelehrten Johann Albert Heinrich Reimarus, förderte hingegen frühzeitig die musischen und künstlerischen Interessen ihres Sohnes und schickte ihn, nach dem Tod des Vaters, auf das Katharineum zu Lübeck, die Gelehrtenschule des Johanneums sowie das Akademische Gymnasium in Hamburg. Bei der Abschlussfeier hielten August Neander (mit dem er zeitlebens befreundet blieb) und er lateinische Reden.
Anschließend studierte er von 1806 bis 1810 Rechts- und Staatswissenschaften in Heidelberg und Göttingen. Nach kurzer Tätigkeit als Sekretär seines Onkels Karl Friedrich Reinhard, Minister am Hof des Königs von Westphalen, ging Sieveking zunächst wieder nach Göttingen, wo er sich über die „Geschichte der Platonischen Akademie in Florenz“ habilitierte. Während der Befreiungskriege wirkte er am Aufbau der Hamburger Bürgergarde mit und zog 1815 im Gefolge Wellingtons in Paris ein.
1819 wurde Sieveking zum Vertreter der Hansestädte Hamburg, Lübeck und Bremen in St. Petersburg ernannt, ein Jahr darauf zum Syndikus des Hamburger Senates. Auch in diesem Amt wirkte Sieveking vorrangig auf dem Gebiet der auswärtigen Beziehungen Hamburgs: So wirkte er an der Ausarbeitung der Elbschifffahrtsakte über den zollfreien Handel auf der Elbe mit. 1827 handelte er in Rio de Janeiro einen Handelsvertrag mit dem gerade unabhängig gewordenen Brasilien aus und eröffnete den Hamburger Kaufleuten so den lukrativen südamerikanischen Markt.
Seit 1830 vertrat er seine Vaterstadt als Gesandter beim Bundestag des Deutschen Bundes in Frankfurt am Main.
Neben seiner diplomatischen und politischen Tätigkeit wirkte Sieveking unter anderem als Förderer zahlreicher Künstler seiner Zeit sowie dem Hamburger Künstlerverein von 1832 und gehörte zu den engagierten Mitgliedern des Kunstvereins. Außerdem ermöglichte er die Gründung des Rauhen Hauses für verwahrloste Kinder, indem er Johann Hinrich Wichern ein Grundstück aus seinem Privatbesitz überließ.

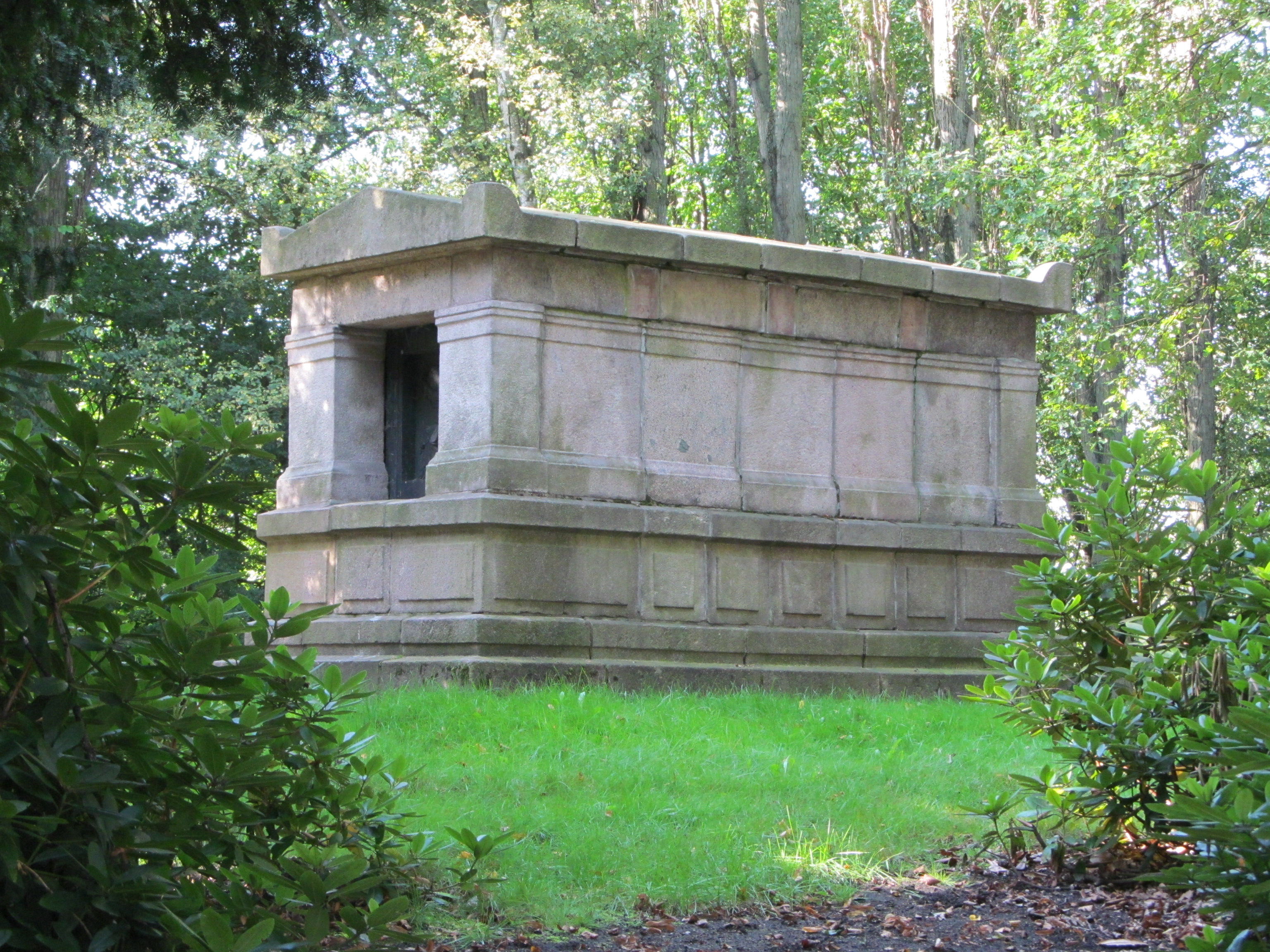
Mausoleum Sieveking auf dem Alten Hammer Friedhof

Karl Sieveking und seine Frau Caroline Henriette de Chapeaurouge wurden auf dem Alten Hammer Friedhof an der Dreifaltigkeitskirche in Hamburg-Hamm in dem von ihm beauftragten und vom Architekten Alexis de Chateauneuf entworfenem Mausoleum, dem ältesten Mausoleum in Hamburg, bestattet (Lage). Auch seine Cousine Amalie Sieveking wurde hier bestattet. In der Nähe befindet sich auch das Grab von Johann Hinrich Wichern.
Johannes Hermann Sieveking war sein Sohn, Karl Sieveking (1863–1932), Georg Herman Sieveking (1867–1954) und Heinrich Sieveking (1871–1945) waren seine Enkel.

## Auswärtige Beziehungen
- Siehe auch: Deutsche Colonisations-Gesellschaft
- Siehe auch: Die Gesellschaft zu Beförderung der Auswanderung nach den südlichen Provinzen Brasiliens

## Ehrungen
1841 erhielt er mit der Gedenkmünze Bene Merenti die höchste Auszeichnung der Hansestadt Lübeck. Nach Karl Sieveking wurden die Sievekingsallee und der Sievekingdamm in Hamburg-Hamm benannt; letzter wurde auf Beschluss der Bezirksversammlung im Jahr 2020 seiner Cousine Amalie Sieveking gewidmet.